# 科力國際
科力國際集團有限公司，曾是港交所上市，除牌當時0593.HK，主要業務，當時為代理醫療設備器材，當時由李氏家族創立，是在80年代成立。
在1998年被聯合集團收購，包括注入護老院產業，由Allied Overseas取代上市。

## 外部連結
- Aliied Overseas Limited （页面存档备份，存于）